# Colpochila sinuaticollis
Colpochila sinuaticollis är en skalbaggsart som beskrevs av Blackburn 1890. Colpochila sinuaticollis ingår i släktet Colpochila och familjen Melolonthidae. Inga underarter finns listade i Catalogue of Life.